# Mehdi Baala
Mehdi Baala, född den 17 augusti 1978 i Strasbourg, Frankrike, är en fransk friidrottare som tävlar i 800 och 1500 meter. 
Baala deltog vid Olympiska sommarspelen 2000 i Sydney där han slutade på fjärde plats på 1 500 meter. 2001 deltog han vid VM i Edmonton men slutade först på 12:e plats i finalen. Hans första mästerskapsmedalj kom 2002 vid EM i München där han vann 1 500 meters loppet på tiden 3.45,25. Ytterligare en framgång blev VM i Paris 2003 där han blev silvermedaljör slagen bara av grenens stora stjärna Hicham El Guerrouj. 
Olympiska sommarspelen 2004 blev en stor besvikelse för Baala som slutade sist i sitt försök på 1 500 meter och han lyckades därmed inte ta sig vidare till semifinalen. Vid VM 2005 valde han att byta distans till 800 meter men slutade först på en sjätte plats. Till EM 2006 i Göteborg hade han bytt tillbaka till 1 500 meter och lyckades försvara sitt EM-guld från i München. Vid VM 2007 i Osaka blev han diskvalificerad i semifinalen för att han knuffat andra löpare. 
Baala deltog vid Olympiska sommarspelen 2008 där han ursprungligen slutade på fjärde plats. Men då IOK beslöt att diskvalificera segraren Rashid Ramzi för dopingbrott blev han bronsmedaljör.
Baala innehar de franska rekorden på distanserna 800 meter, 1 000 meter, 1 500 meter och 2 000 meter. 